# Åbo yrkeshögskola

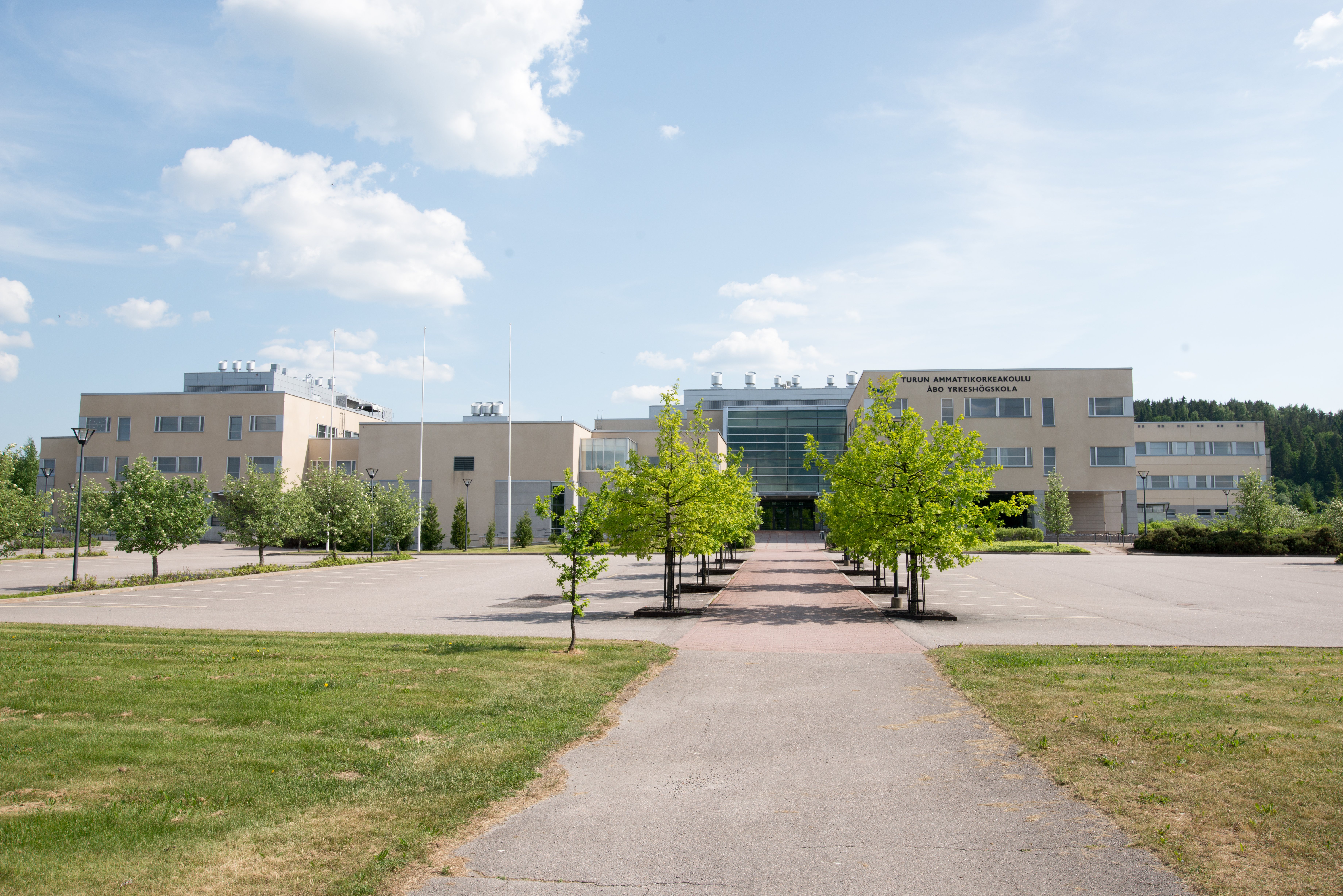
Åbo yrkeshögskolas campus i Salo

Åbo yrkeshögskola (finska: Turun ammattikorkeakoulu eller Turun AMK) är en finländsk yrkeshögskola,
huvudsakligen i Åbo. Skolan har också verksamhet i Salo (telekommunikation och webbaserad affärsverksamhet) och vuxen- och fortutbildning i Loimaa. Den drivs av Åbo stad.

## Historik och organisation
Åbo yrkeshögskola etablerades 1992 och har sina rötter i fackutbildningar inom flera institutioner i Åbo, till exempel Åbo Ritskola (1830), Åbo konservatorium (1962) och Skolan för konst och kommunikation i Åbo (1991).
Åbo yrkeshögskola har sex fakulteter:
- Konstakademin
- Hälsa och välfärd
- Affärsverksamhet, IT och biovetenskap
- Teknologi, miljövård och affärsverksamhet
- Telekommunikation och webbaserad affärsverksamhet (Salo)

## Åbo yrkeshögskola, Konstakademin
Huvudartikel: Åbo ritskola
Konstakademin inom Åbo yrkeshögskola har sina rötter i Åbo ritskola, som bildades 1830. Åbo yrkeshögskola, Konstakademin har sina lokaler på Slottsgatan 54 - 60 i Åbo. Utbildningen uppdelas i fem avdelningar:
- film och media
- bildkonst och foto
- journalism
- musik och musikpedagogik
- cirkus, dans, teater och dockteater